# Teresa Dąbek-Wirgowa

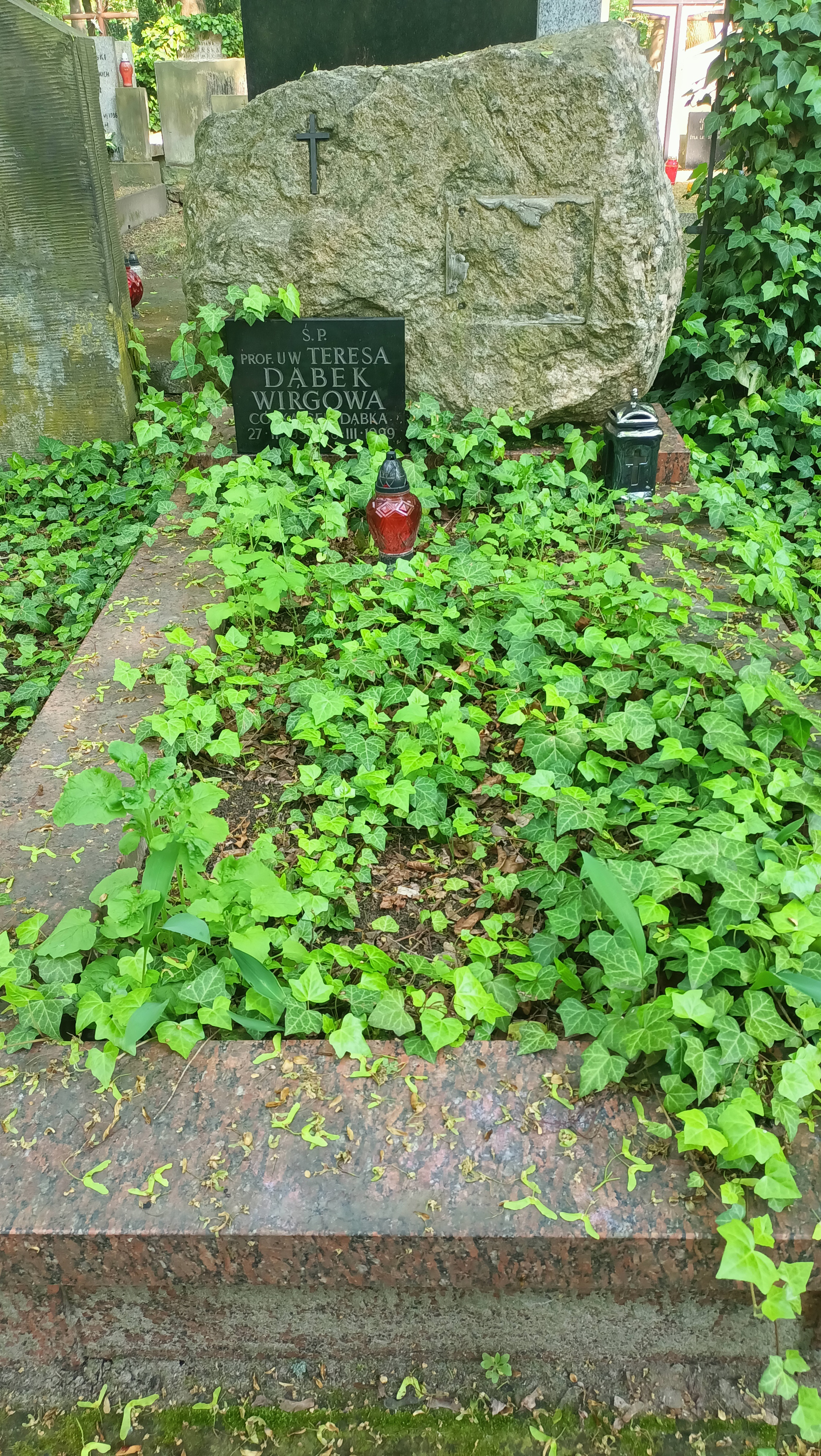
Grób Teresy Dąbek Wirgowej na cmentarzu Powązkowskim w Warszawie

Teresa Dąbek-Wirgowa (ur. 27 lutego 1933 w Warszawie, zm. 18 marca 1999 tamże) – polska uczona, bułgarystka, historyk literatury i tłumaczka, profesor nauk humanistycznych.

## Życiorys
Córka generała Stanisława Dąbka. Po ukończeniu w 1955 studiów na Wydziale Polonistyki Uniwersytetu Wrocławskiego została skierowana na Uniwersytet Sofijski, gdzie do 1965 pracowała jako lektorka języka polskiego w Katedrze Językoznawstwa i Etnografii Słowiańskiej. Po powrocie do Polski podjęła zatrudnienie w Instytucie Filologii Słowiańskiej Uniwersytetu Warszawskiego, z którym pozostała związana do końca życia. W latach 1992–1999 była również wykładowcą i pracownikiem naukowym w Instytucie Stosowanych Nauk Społecznych na Wydziale Profilaktyki i Resocjalizacji Uniwersytetu Warszawskiego. W latach 1975–1999 (z przerwami) pełniła funkcję członkini Rady Naukowej Instytutu Słowianoznawstwa PAN, a w latach 1981–83 – członkinią Komitetu Słowianoznawstwa PAN.
Pobyt w Bułgarii zdecydował o drodze naukowej Dąbek-Wirgowej. W 1966 uzyskała stopień doktora, pisząc pod kierunkiem Józefa Magnuszewskiego rozprawę Twórczość przekładowa Dory Gabe (wydana w 1969), opisującą dokonania tłumaczki Mickiewicza, Słowackiego i Kasprowicza na język bułgarski. W 1973 na podstawie rozprawy pt. Penczo Sławejkow. Tradycjonalizm i nowatorstwo uzyskała stopień doktora habilitowanego. Z powodów politycznych nadanie jej tytułu profesora zostało wstrzymane, a tytuł ten otrzymała już po przemianie ustrojowej, 15 czerwca 1990.
Jako współzałożycielka „Solidarności” na Uniwersytecie Warszawskim we wrześniu 1980 brała czynny udział w działaniach opozycyjnych.
Zmarła w Warszawie, pochowana na cmentarzu Powązkowskim (kwatera 274-6-7).

## Dokonania
Była autorką pierwszego w Polsce pełnego zarysu historii literatury bułgarskiej obejmującego okres od średniowiecza do współczesności, któremu poświęciła kilka lat życia. Historia literatury bułgarskiej ukazała się w 1980 r. Książka ta oprócz funkcji informacyjno-popularyzatorskiej wniosła wartość naukową do nie tylko polskiej slawistyki. Dąbek-Wirgowa zaproponowała w niej własne stanowisko metodologiczne i nowatorski model interpretacyjny literatury bułgarskiej.
Przetłumaczyła z języka bułgarskiego na polski kilkanaście książek. W 1993 otrzymała nagrodę literacką ZAIKS-u za wybitne osiągnięcia w dziedzinie przekładu literatury z języków obcych.
Była członkinią redakcji periodyków „Pamiętnik Słowiański” (w latach 1975–80) oraz „Slavia Meridionalis” (od 1994) i serii wydawniczej Literatura na pograniczach (również od 1994). Publikowała także eseje historyczno-literackie o tematyce bułgarskiej w „Literaturze na świecie”. 
Wśród wypromowanych przez nią doktorów znaleźli się: Grażyna Szwat-Gyłybowa (1990), Jolanta Sujecka (1995). 

## Wybrane publikacje

### Książki i rozprawy
- Główne zagadnienia stosunków bułgarsko-polskich w pierwszych dziesiątkach XX w. (1963)
- Twórczość przekładowa Dory Gabe – Zakład Narodowy im. Ossolińskich (1969)
- Penczo Sławejkow. Tradycjonalizm i nowatorstwo (Zakład Narodowy im. Ossolińskich, 1973)
- Historia literatury bułgarskiej (1980)
- Учебник по полски език, София: Наука и изкуство (1980)
- Studia o literaturach i folklorze Słowian (1991)

### Tłumaczenia
- Błaga Dimitrowa: Podróż do siebie samej, Warszawa, Czytelnik, 1970
- Nikołaj Chajtow: Dzikie opowiadania (Czytelnik, 1971)
- Emilian Stanew: Legenda o księciu presławskim Sybinie (Czytelnik, 1971)
- Iwajło Petrow: O Juli i innych (Czytelnik, 1974)
- Dymitr Dimow: Skazańcy (Państwowy Instytut Wydawniczy, 1974)
- Stojan Zagorczinow: Legenda o świętej Sofii (Instytut Wydawniczy Pax, 1975)
- Iwajło Petrow: Piaskiem w oczy (Czytelnik, 1976)
- Błękitna kula ziemska: antologia bułgarskich opowiadań morskich (wybór, wstęp, przekład i aneks bibliograficzny; Wydawnictwo Morskie, 1976)
- Paweł Weżinow: Nocą z białymi końmi (Państwowy Instytut Wydawniczy, 1977), przekład wspólnie z Ignacym Krzemieniem
- Jordan Radiczkow: Jak to? opowiadania (Czytelnik, 1981)
- tłumaczka i autorka wyboru: Siedem niebios i ziemia. Antologia przekładów starej literatury bułgarskiej od IX do XVIII w. (1983)
- Emilian Stanew: Złodziej brzoskwiń i inne utwory (Wydawnictwo Literackie, 1989)

### Redakcja
- Powstanie wrześniowe 1923 roku w literaturze bułgarskiej (1987)
- wspólnie z Andrzejem Z. Makowieckim:
  - Kategoria narodu w kulturach słowiańskich (1993)
  - Kategoria wolności w kulturach słowiańskich (1994)
  - Kategoria dobra i zła w kulturach słowiańskich (1994)
  - Kategoria domu w kulturach słowiańskich (1997)
  - Kategoria kapłana, wodza, króla w kulturach słowiańskich (1999)
  - Kategoria zdrajcy i szpiega w kulturach słowiańskich (1999)

### Inne
Była również autorką ponad 200 artykułów publikacji w czasopismach naukowych oraz zbiorach pokonferencyjnych.